# Wilhelm Philipp Schimper

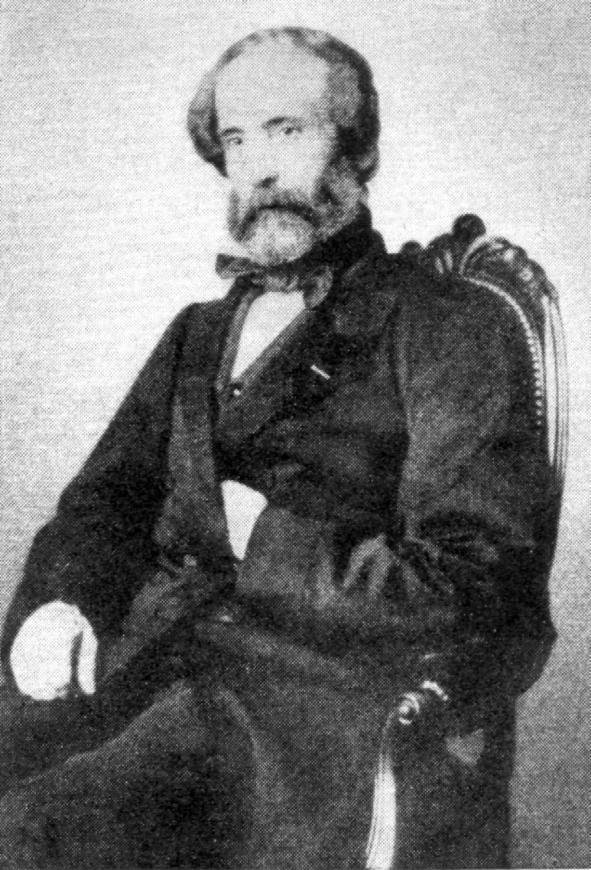
Wilhelm Philipp Schimper

Wilhelm Philipp Schimper (ur. 12 stycznia 1808, zm. 20 marca 1880) – niemiecko-francuski botanik.
Urodził się w Dossenheim-sur-Zinsel. Był ojcem Andreasa Franza Wilhelma Schimpera i kuzynem naturalisty Karla Friedricha Schimpera (1803-1867) oraz botanika Georga Heinricha Wilhelma Schimpera (1804-1878). Po ukończeniu Uniwersytetu Strasburskiego został kustoszem Muzeum Historii Naturalnej w Strasburgu, został dyrektorem tego muzeum w 1839 roku. Od 1862 do 1879 był profesorem geologii i historii naturalnej na Uniwersytecie Strasburskim.
Schimper przysłużył się biologii głównie w specjalistycznej dziedzinie briologii i w paleobotanice. Podróżował po Europie kolekcjonując botaniczne egzemplarze. Wśród jego dzieł była sześciotomowa Bryologia Europaea, opublikowana pomiędzy 1836 i 1855. Współautorem był Philipp Bruch. Opisywała wszystkie znane wówczas gatunki europejskich mchów.
Schimper wniósł również znaczący wkład w geologię. W 1874 roku zaproponował nowy naukowy podział czasu geologicznego. Nową epokę nazwał "paleocenem", propozycję oparł na odkryciach paleobotanicznych z Basenu Paryskiego.